# Пааво Мацин
Пааво Мацин (на естонски: Paavo Matsin) е естонски учител, литературен критик и писател на произведения в жанра експериментален роман, научна фантастика, хорър и фентъзи. Пише и под псевдонимите Пав Мацин (Pāvs Matsins), Паша Мацинов (Paša Matšinov) и Фридрих Райнхолд Кройцмацин (Friedrich Reinhold Kreutzmatsin).

## Биография и творчество
Пааво Мацин е роден на 4 април 1970 г. в Талин, Естония. Завършва гимназия в Талин през 1988 г. Следва естонска филология в Институт за естонски език и култура на Талинския университет в периода 1988 – 1993 г. След завършването, в продължение на една година, специализира семиотика и литература в Талинския хуманитарен институт. В периода 1997 – 2003 г. следва теология със специалност богословие в Богословския институт на Естонската евангелско-лутеранска църква в Талин.
След дипломирането си работи като гимназиален учител във Вилянди и преподава философия в Естонското бизнес училище в Талин. Пише литературна критика.
Първите самостоятелно издадени поетични книги на Мацин са експериментални по форма и съдържание и са издадени в малки тиражи. После преминава към напрегнато и натуралистично писане на проза. Той е първият, който въвежда редица нови или забравени теми в естонската литература: алхимия, гадания, мистика и нейната пародия.
Той е член на литературната група 14NÜ, в чиято антология дебютира през 2002 г. Член е на Естонския писателски съюз от 2004 г.
Първият му роман „Doktor Schwarz. Alkeemia 12 võtit“ (Доктор Шварц“. 12-те ключа към алхимията) е издаден през 2011 г. Романът е номиниран за държавната литературна награда на Естонския културен фонд през 2012 г. Удостоен е с наградата „Сирби“ на вестник „Сирп“ и наградата „Змийска писалка“ за Деня на змията в Естония.
Вторият му роман „Sinine kaardivägi“ (Синята гвардия) от 2013 г. е посветен на Рига – столицата на Латвия. Главният герой е изследовател в домашния музей на модернистичната латвийска класика на градската поезия Александрс Чакс. Изведнъж агресивни мъже от гетото превземат града и по-смелите обитатели на Рига, включително главния герой, организират движение за съпротива.
През 2015 г. е издаден романът му „Дискотека „Гогол“. В историята, някъде в бъдещето, Естония е завладяна от имперска Русия и е населена предимно с други народности, с престъпни характеристики, а единствения запазен град е Вилянди. Една сутрин в трамвая майсторът джебчия Константин Опиатович ограбва човек, който се оказва великият руски литературен класик Гогол, събуден от мъртвите. Този нов Гогол, голем говорещ в притчи, обръща с краката нагоре живота на маскарадното общество на градчето. Авторът чрез средствата на антиутопията и пародията ѝ, в атмосфера на архетипни руски и еврейски модели и изображения, и сатирични алегории, представя колективния психологически страх от подобен бъдещ сценарий. Романът получава престижната годишна литературна награда на Естонския културен фонд за проза и наградата за литература на Европейския съюз за 2016 г.
В романа си „Must päike“ (Черно слънце) от 2017 г., със средствата на магическия реализъм, в атмосферата на Виру от 19 век, и с участието на добрите бели и злите черни щъркели, разглежда въпроса за бежанците през призмата на естонската културна история, с темите за себепознаването и непознатото в културата.
Издаденият му през 2019 г. роман „Kongo tango“ (Конго Танго) отново е в жанра на магическия реализъм. Героите му са ненаситни хора, бягащи от Лондонската кула до черните квартали на Брюксел и английските железопътни кръчми, седнали в еврейско кафене в Прага и летящи до Будапеща с гарвани, пътуващи до арабските бедняшки квартали в Кайро и със салове по конгоанската река. Книгата събужда свръхестествени същества и стари легенди, които отразяват колективното подсъзнание на европейците. Романът получава годишната награда на Естонския писателски съюз.
Пааво Мацин живее със семейството си в провинцията близо до Вилянди.

## Произведения

### Самостоятелни романи
- Doktor Schwarz. Alkeemia 12 võtit (2011)
- Sinine kaardivägi (2013) – като Пав Мацин
- Gogoli disko (2015) – като Паша Мацинов, наградата за литература на Европейския съюз
Дискотека „Гогол“, изд.: ИК „Парадокс“, София (2019), прев. Дора Янева-Медникарова
- Must päike (2017) – като Фридрих Райнхолд Кройцмацин
- Kongo tango (2019)

### Екранизации
- 2001 Tulelaeva kulid – късометражен
- 2005 Generatio – късометражен